# Charlotte Hughes
Charlotte Marion Hughes, geborene Milburn, (* 1. August 1877 in Hartlepool; † 17. März 1993 in Redcar) war eine britische Supercentenarian. Sie ist mit einem erreichten Alter von 115 Jahren und 228 Tagen nach Ethel Caterham die zweitälteste britische Person, die jemals gelebt hat.

## Leben
Charlotte Marion Hughes wurde am 1. August 1877 in der Hafenstadt Hartlepool im nördlichen England geboren. Sie wuchs in Middlesbrough auf, wo ihr Vater ein Musikgeschäft betrieb. Ab ihrem dreizehnten Lebensjahr arbeitete sie als Lehrerin an einer Grundschule und heiratete nach ihrer Pensionierung im Alter von 63 Jahren Noel Hughes, einen ehemaligen Hauptmann der Armee. Sie blieben bis zu seinem Tod im Jahr 1979 im Alter von 88 Jahren verheiratet. Charlotte Hughes Vater, Herbert Milburn, starb im Alter von 93 Jahren, ihre Mutter, Annie, im Alter von 92 Jahren. Sie hatte drei jüngere Brüder: Herbert, Henry und Reginald. Herbert starb mit 58 Jahren, Henry mit 80 Jahren und Reginald mit 62 Jahren.
Sie erfreute sich bis ins hohe Alter einer hervorragenden Gesundheit und erlangte aufgrund ihres hohen Alters öffentliche Anerkennung. So trank sie 1985 eine Tasse Tee mit der damaligen britischen Premierministerin Margaret Thatcher, die sie scherzhaft ermahnte, nicht mit ihr zu kuscheln, da Hughes Anhängerin der Labour Party sei. Zu ihrem 110. Geburtstag flog sie mit der Concorde nach New York City und war damit eine von nur zwei Fluggästen, die jemals als Supercentenarians registriert wurden. Sie wohnte vier Tage lang im Waldorf Astoria New York und traf den damaligen Bürgermeister Ed Koch.
Hughes wurde die älteste lebende Person im Vereinigten Königreich, als die Schottin Kate Begbie 1988 starb, und sie brach Anfang 1992 den nationalen Altersrekord, der bis dahin von Anna Eliza Williams gehalten wurde. Hughes lebte bis 1991 in ihrem eigenen Haus in Marske-by-the-Sea, bis sie dann in ein Pflegeheim in Redcar umzog, weil sie zu gebrechlich wurde, um sich selbst zu versorgen. Ihre letzten Jahre verbrachte sie im Rollstuhl, obwohl sie bis zu ihrem Lebensende geistig wach und scharfsinnig blieb.
Hughes wurde nie von Demographen oder Altersforschern befragt, obwohl der Historiker Peter Laslett Unterlagen zu ihrem Fall durchgesehen hat.
Nachdem Charlotte Hughes den Titel der ältesten britischen Person für bereits 33 Jahre gehalten hatte, wurde sie am 7. April 2025 von Ethel Caterham entthront und ist seitdem die zweitälteste britische Person der Geschichte.